# Persone di nome Magnus
| Questa pagina contiene informazioni ricavate automaticamente dalle voci biografiche con l'ausilio del template Bio e di un bot. L'aggiornamento è periodico e automatico e ricostruisce completamente la pagina. Se manca una persona in questa lista, sei pregato di non aggiungerla, ma accertati piuttosto che la sua voce biografica contenga il template Bio e che i dati anagrafici siano correttamente compilati. Se il template Bio manca, inseriscilo tu stesso o, in alternativa, metti l'avviso {{tmp\|Bio}} che ne segnala la mancanza. Se i dati riportati sono sbagliati, correggi direttamente la voce biografica; le modifiche saranno visibili in questa lista entro pochi giorni. Per chiarimenti vedi il progetto antroponimi. La lista contiene solo le 106 persone che sono citate nell'enciclopedia e per le quali è stato implementato correttamente il template Bio. Pagina aggiornata al 7 mar 2025. |

Questa è una lista di persone presenti nell'enciclopedia che hanno il nome Magnus, suddivise per attività principale.

## Allenatori di calcio(3)
- Magnus Haglund, allenatore di calcio e ex calciatore svedese (Halmstad, n. 1973)
- Magnus Johansson, allenatore di calcio e ex calciatore svedese (Göteborg, n. 1964)
- Magnus Stamnestrø, allenatore di calcio e ex calciatore norvegese (Kyrksæterøra, n. 1992)

## Allenatori di sci alpino(1)
- Magnus Andersson, allenatore di sci alpino e ex sciatore alpino svedese (Mellerud, n. 1981)

## Allenatori di tennis(1)
- Magnus Norman, allenatore di tennis e ex tennista svedese (Filipstad, n. 1976)

## Arcivescovi cattolici(1)
- Magnus Tavast, arcivescovo cattolico finlandese (Virmo - Naantali, † 1452)

## Artisti(1)
- Magnus Plessen, artista tedesco (Amburgo, n. 1967)

## Attori(1)
- Magnus Stifter, attore e regista austriaco (Vienna, n. 1878 - Vienna, † 1943)

## Batteristi(1)
- Magnus Öström, batterista svedese (Skultuna, n. 1965)

## Calciatori(27)
- Magnus Andersen, calciatore norvegese (Øksfjord, n. 1986)
- Magnus Andersson, ex calciatore svedese (n. 1958)
- Magnus Beck, calciatore danese (Frederikshavn, n. 1889 - Copenaghen, † 1940)
- Magnus Christensen, calciatore danese (Frederikshavn, n. 1997)
- Magnus Egilsson, calciatore faroese (Tórshavn, n. 1994)
- Magnus Eriksson, calciatore svedese (Solna, n. 1990)
- Magnus Erlingmark, ex calciatore svedese (Jönköping, n. 1968)
- Magnus Hedman, ex calciatore svedese (Huddinge, n. 1973)
- Magnus Hjulstad, ex calciatore norvegese (Oslo, n. 1984)
- Magnus Kaastrup, calciatore danese (Virring, n. 2000)
- Magnus Kihlberg, ex calciatore svedese (Örebro, n. 1973)
- Magnus Kihlstedt, ex calciatore svedese (Munkedal, n. 1972)
- Magnus Knudsen, calciatore norvegese (Oslo, n. 2001)
- Magnus Kofod Andersen, calciatore danese (Hundested, n. 1999)
- Magnus Lekven, ex calciatore norvegese (Porsgrunn, n. 1988)
- Magnus Már Luðviksson, ex calciatore islandese (n. 1981)
- Magnus Mattsson, calciatore danese (Marstal, n. 1999)
- Magnus Myklebust, calciatore norvegese (Volda, n. 1985)
- Magnus Retsius Grødem, calciatore norvegese (Bryne, n. 1998)
- Magnus Jensen, calciatore danese (Kolding, n. 1996)
- Magnus Samuelsson, ex calciatore svedese (Norrköping, n. 1972)
- Magnus Svensson, ex calciatore svedese (Vinberg, n. 1969)
- Magnus Sylling Olsen, ex calciatore norvegese (Kongsberg, n. 1983)
- Magnus Troest, calciatore danese (Copenaghen, n. 1987)
- Magnus Warming, calciatore danese (Nykøbing Falster, n. 2000)
- Magnus Westergaard, calciatore danese (n. 1998)
- Magnus Wolff Eikrem, calciatore norvegese (Molde, n. 1990)

## Cantanti(2)
- Emperor Magus Caligula, cantante svedese (Ludvika, n. 1973)
- Morgan Sulele, cantante norvegese (Bærum, n. 1991)

## Chitarristi(1)
- Magnus Karlsson, chitarrista e polistrumentista svedese (n. 1973)

## Ciclisti su strada(3)
- Magnus Bäckstedt, ex ciclista su strada, pistard e dirigente sportivo svedese (Linköping, n. 1975)
- Magnus Cort Nielsen, ciclista su strada danese (Bornholm, n. 1993)
- Magnus Sheffield, ciclista su strada statunitense (Pittsford, n. 2002)

## Combinatisti nordici(2)
- Magnus Krog, combinatista nordico norvegese (Porsgrunn, n. 1987)
- Magnus Moan, combinatista nordico norvegese (Lillehammer, n. 1983)

## Compositori(2)
- Magnus Lindberg, compositore finlandese (Helsinki, n. 1958)
- Magnus Ringblom, compositore svedese (n. 1966)

## Disc jockey(1)
- Cashmere Cat, disc jockey e produttore discografico norvegese (Halden, n. 1987)

## Fisiologi(1)
- Magnus Blix, fisiologo svedese (Härnösand, n. 1849 - Lund, † 1904)

## Generali(1)
- Magnus Stenbock, generale svedese (Stoccolma, n. 1665 - Copenaghen, † 1717)

## Giavellottisti(1)
- Magnus Kirt, giavellottista estone (Tõrva, n. 1990)

## Giocatori di calcio a 5(2)
- Magnus Garden, giocatore di calcio a 5 e calciatore norvegese (n. 1988)
- Magnus Johansen, giocatore di calcio a 5 e calciatore norvegese (Hammerfest, n. 1983)

## Giocatori di curling(1)
- Magnus Nedregotten, giocatore di curling norvegese (Stavanger, n. 1990)

## Hockeisti su ghiaccio(3)
- Mike Goodman, hockeista su ghiaccio canadese (Winnipeg, n. 1898 - Dade City, † 1991)
- Magnus Johansson, ex hockeista su ghiaccio svedese (Linköping, n. 1973)
- Magnus Nygren, hockeista su ghiaccio svedese (Karlstad, n. 1990)

## Matematici(1)
- Magnus Hestenes, matematico statunitense (Bricelyn, n. 1906 - Los Angeles, † 1991)

## Medici(2)
- Magnus Hirschfeld, medico e scrittore tedesco (Kolberg, n. 1868 - Nizza, † 1935)
- Magnus Huss, medico svedese (n. 1807 - Stoccolma, † 1890)

## Musicisti(2)
- Magnus Rosén, musicista svedese (Göteborg, n. 1963)
- Solar Fields, musicista svedese (Göteborg)

## Nobili(4)
- Magnus I di Brunswick-Wolfenbüttel, nobile tedesco († 1369)
- Magnus II di Brunswick-Wolfenbüttel, nobile tedesco (n. 1324 - † 1373)
- Magnus del Wessex, nobile anglosassone
- Magnus di Sassonia, nobile tedesco (n. 1045 - Ertheneburg, † 1106)

## Pallamanisti(2)
- Magnus Jernemyr, ex pallamanista svedese (Uppsala, n. 1976)
- Magnus Jøndal, ex pallamanista norvegese (Tomter, n. 1988)

## Patologi(1)
- John Forssman, patologo e batteriologo svedese (Kalmar, n. 1868 - † 1947)

## Poeti(1)
- Magnus Daniel Omeis, poeta e filosofo tedesco (Norimberga, n. 1646 - Altdorf bei Nürnberg, † 1708)

## Politici(5)
- Magnus Brahe, politico svedese (n. 1564 - Stoccolma, † 1633)
- Magnus Brunner, politico austriaco (Höchst, n. 1972)
- Magnus Gabriel De la Gardie, politico e militare svedese (Reval, n. 1622 - Sigtuna, † 1686)
- Magnus Heunicke, politico danese (Næstved, n. 1975)
- Magnus Johnson, politico statunitense (Karlstad, n. 1871 - Litchfield, † 1936)

## Principi(4)
- Magnus III di Meclemburgo, principe (Stargard, n. 1509 - Bützow, † 1550)
- Magnus I di Götaland, principe danese (n. 1106 - Scania, † 1134)
- Magnus Vasa, principe svedese (n. 1542 - Kungsbro, † 1595)
- Magnus di Livonia, principe danese (Copenaghen, n. 1540 - Pilten, † 1583)

## Registi(1)
- Magnus von Horn, regista e sceneggiatore svedese (Göteborg, n. 1983)

## Religiosi(1)
- Magnus Beronius, religioso svedese (Uppsala, n. 1692 - Uppsala, † 1775)

## Schermidori(1)
- Magnus Malmgren, schermidore svedese (n. 1978)

## Sciatori alpini(3)
- Magnus Berg, ex sciatore alpino svedese
- Magnus Oja, ex sciatore alpino svedese (n. 1971)
- Magnus Walch, ex sciatore alpino austriaco (Feldkirch, n. 1992)

## Scrittori(1)
- Magnus Mills, scrittore britannico (Birmingham, n. 1954)

## Scultori(1)
- Magnus Vigrestad, scultore norvegese (Stavanger, n. 1887 - Stavanger, † 1957)

## Slittinisti(1)
- Magnus Schädler, slittinista liechtensteinese (n. 1942 - † 2015)

## Sovrani(10)
- Magnus IV di Svezia, re svedese (n. 1316 - Hordaland, † 1374)
- Magnus III dell'Isola di Man, sovrano mannese (Castello di Rushen, † 1265)
- Magnus V di Norvegia, re norvegese (Etne, n. 1156 - † 1184)
- Magnus VI di Norvegia, re norvegese (Tønsberg, n. 1238 - Bergen, † 1280)
- Magnus I di Norvegia, re (n. 1024 - † 1047)
- Magnus II di Norvegia, re norvegese (Norvegia - Nidaros, † 1069)
- Magnus II Henriksen di Svezia, re svedese (Danimarca, n. 1130 - Örebro, † 1161)
- Magnus III di Norvegia, re norvegese (Norvegia - Ulster, † 1103)
- Magnus III di Svezia, re svedese (Visingsö, † 1290)
- Magnus IV di Norvegia, re norvegese (n. 1115 - Hvaler, † 1139)

## Tennisti(3)
- Magnus Gustafsson, ex tennista svedese (Lund, n. 1967)
- Magnus Larsson, ex tennista svedese (Olofström, n. 1970)
- Magnus Tideman, ex tennista svedese (Uppsala, n. 1963)

## Velisti(1)
- Magnus Konow, velista norvegese (Melsomvik, n. 1887 - Sanremo, † 1972)

## Senza attività specificata(5)
- Magnus Erlendsson, conte e santo (Isole Orcadi - † 1115)
- Magnus I di Meclemburgo-Schwerin, duca tedesco (n. 1345 - † 1384)
- Magnus I di Sassonia-Lauenburg, duca (Ratzeburg, n. 1488 - Ratzeburg, † 1543)
- Magnus II di Meclemburgo-Schwerin, duca (n. 1441 - Wismar, † 1503)
- Magnus Petersson, ex arciere svedese (Göteborg, n. 1975)